# Orin
 Orin  es una población y comuna francesa, en la región de Aquitania, departamento de Pirineos Atlánticos, en el distrito de Oloron-Sainte-Marie y cantón de Oloron-Sainte-Marie-Ouest

## Demografía
| 343 | 320 | 350 | 379 | 366 | 386 | 359 | 376 | 341 | 322 | 305 | 270 | 286 | 300 | 311 | 274 | 264 | 251 | 234 | 231 | 213 | 215 | 214 | 216 | 213 | 212 | 227 | 205 | 216 | 201 | 178 | 207 | 198 |
| Para los censos de 1962 a 1999 la población legal corresponde a la población sin duplicidades (Fuente: INSEE [Consultar]) |     |     |     |     |     |     |     |     |     |     |     |     |     |     |     |     |     |     |     |     |     |     |     |     |     |     |     |     |     |     |     |     |

## Economía
La principal actividad es la agrícola (ganadería, pastos, policultivo). La explotación forestal está ligada a recursos del municipio.